# Kentrocapros flavofasciatus
Kentrocapros flavofasciatus är en fiskart som först beskrevs av Toshiji Kamohara 1938.  Kentrocapros flavofasciatus ingår i släktet Kentrocapros och familjen Aracanidae. Inga underarter finns listade i Catalogue of Life.